# Harold McNamara
Harold Joseph »Hal« McNamara, kanadski profesionalni hokejist, * 3. avgust 1889, Randolph, Ontario, Kanada, † 27. avgust 1937, Peru. 
McNamara je igral na položaju branilca. Imel je dva brata, Howarda in Georgea, oba sta bila tudi profesionalna hokejista. 

## Kariera
Profesionalno kariero je začel leta 1908 pri International Hockey League moštvu Sault Ste. Marie Marlboros. Kasneje je igral za moštvo Edmonton HC v ligi Alberta Amateur Hockey Association. Igral je tudi za dve OPHL moštvi - Toronto Professional Hockey Club in Waterloo Colts. Prav tako je igral tudi za NHA moštva Cobalt Silver Kings, Renfrew Creamery Kings, Toronto Ontarios in Montreal Canadiens. Upokojil se je leta 1917. 

### Izziv za Stanleyjev pokal 1908
McNamara je bil eden od ringerjev (igralcev, najetih za posamezne tekme), ki je med neuspešnim izzivom za Stanleyjev pokal igral za Edmonton Hockey Club. Decembra 1908 jih je porazilo moštvo Montreal Wanderers.